# Oscaruddelingen 1955
Oscaruddelingen 1955 var den 27. oscaruddeling, hvor de bedste film fra 1954 blev hædret af Academy of Motion Picture Arts and Sciences. Uddelingen blev afholdt 30. marts i  både Los Angeles og New York på samme tid.

## Priser
| Bedste Film præsenteret af Buddy Adler | Bedste Instruktør præsenteret af Marlon Brando |
| --- | --- |
| - I storbyens havn - Syv brude til syv brødre - Mytteriet på Caine - The Country Girl - Kærlighedsfontænen | - Elia Kazan – I storbyens havn - Alfred Hitchcock – Skjulte øjne - Billy Wilder – Sabrina - George Seaton – The Country Girl - William A. Wellman – Ingen vej tilbage |
| Bedste Mandlige Hovedrolle præsenteret af Bette Davis | Bedste Kvindelige Hovedrolle præsenteret af William Holden |
| - Marlon Brando – I storbyens havn - James Mason – A Star Is Born - Dan O'Herlihy – Robinson Crusoe - Humphrey Bogart – Mytteriet på Caine - Bing Crosby – The Country Girl | - Grace Kelly – The Country Girl - Judy Garland – A Star Is Born - Dorothy Dandridge – Carmen Jones - Jane Wyman – Den store læge - Audrey Hepburn – Sabrina |
| Bedste Mandlige Birolle præsenteret af Donna Reed | Bedste Kvindelige Birolle præsenteret af Frank Sinatra |
| - Edmond O'Brien – Den barfodede grevinde - Lee J. Cobb – I storbyens havn - Karl Malden – I storbyens havn - Rod Steiger – I storbyens havn - Tom Tully – Mytteriet på Caine | - Eva Marie Saint – I storbyens havn - Katy Jurado – Den brudte lanse - Nina Foch – Chefen er død - Jan Sterling – Ingen vej tilbage - Claire Trevor – Ingen vej tilbage |
| Bedste Manuskript præsenteret af Karl Malden | Bedste Historie og Manuskript præsenteret af Audrey Hepburn |
| - The Country Girl – George Seaton - Skjulte øjne – John Michael Hayes - Sabrina – Billy Wilder, Samuel A. Taylor og Ernest Lehman - Mytteriet på Caine – Stanley Roberts - Syv brude til syv brødre – Albert Hackett, Frances Goodrich og Dorothy Kingsley | - I storbyens havn – Budd Schulberg - På weekend med Genevieve – William Rose - Bank under bordet – Norman Panama og Melvin Frank - Den barfodede grevinde – Joseph L. Mankiewicz - Moonlight Serenade – Valentine Davies og Oscar Brodney |
| Bedste Historie præsenteret af Claire Trevor | Bedste Korte Animationsfilm præsenteret af Edmond O'Brien |
| - Den brudte lanse – Philip Yordan - Ad diplomatisk vej – Jed Harris og Tom Reed - There's No Business Like Show Business – Lamar Trotti - Forbudte lege – Francois Boyer - Brød, kærlighed og fantasi – Ettore Maria Margadonna | - When Magoo Flew - Crazy Mixed Up Pup - Pigs Is Pigs - Sandy Claws - Touché, Pussy Cat! |
| Bedste Dokumentar præsenteret af Grace Kelly | Bedste Korte Dokumentar præsenteret af Grace Kelly |
| - The Vanishing Prairie – Walt Disney - The Stratford Adventure - Guy Glover | - Thursday's Children - World Wide Pictures og Morse Films - Jet Carrier - Otto Lang - Rembrandt: A Self-Portrait - Morrie Roizman |
| Bedste Kortfilm, One-Reel præsenteret af Eva Marie Saint | Bedste Kortfilm, Two-Reel præsenteret af Rod Steiger |
| - This Mechanical Age – Robert Youngson - The First Piano Quartette – Otto Lang - The Strauss Fantasy – Johnny Green | - A Time Out of War – Denis Sanders and Terry Sanders - Beauty and the Bull – Cedric Francis - Jet Carrier – Otto Lang - Siam – Walt Disney Productions |
| Bedste Drama- eller Komediemusik præsenteret af Bing Crosby | Bedste Musical Musik præsenteret af Bing Crosby |
| - Ingen vej til med – Dimitri Tiomkin - På weekend med Genevieve – Larry Adler - I storbyens havn – Leonard Bernstein - Mytteriet på Caine – Max Steiner - Sølvbægeret – Franz Waxman | - Syv brude til syv brødre – Adolph Deutsch og Saul Chaplin - Moonlight Serenade – Joseph Gershenson og Henry Mancini - Carmen Jones – Herschel Burke Gilbert - A Star Is Born – Ray Heindorf - There's No Business Like Show Business – Alfred Newman og Lionel Newman |
| Bedste Sang præsenteret af Bing Crosby | Bedste Lydoptagelse præsenteret af Tom Tully |
| - "Three coins in the fountain" fra Kærlighedsfontænen – Musik af Jule Styne; Tekst af Sammy Cahn - "Count Your Blessings Instead of Sheep" fra White Christmas – Musik og Tekst af Irving Berlin - "The High and the Mighty" fra Ingen vej tilbage – Musik af Dimitri Tiomkin; Tekst af Ned Washington - "Hold My Hand" fra Susan sov her – Musik og Tekst af Jack Lawrence og Richard Myers - "The Man That Got Away" fra A Star Is Born – Musik af Harold Arlen; Tekst af Ira Gershwin | - Moonlight Serenade – Leslie I. Carey, Universal Studio Sound Department - Skjulte øjne – Loren L. Ryder, Paramount Studio Sound Department - Brigadoon – Wesley C. Miller, MGM Studio Sound Department - Susan sov her – John O. Aalberg, RKO Radio Studio Sound Department - Mytteriet på Caine – John P. Livadary, Columbia Studio Sound Department                          |
| Bedste Scenografi, Sort og Hvid præsenteret af Dan O'Herlihy og Jan Sterling | Bedste Scenografi, Farver præsenteret af Dan O'Herlihy og Jan Sterling |
| - I storbyens havn – Richard Day - Chefen er død – Cedric Gibbons, Edward Carfagno, Edwin B. Willis og Emile Kuri - Sabrina – Hal Pereira, Walter Tyler, Sam Comer og Ray Moyer - The Country Girl – Hal Pereira, Roland Anderson, Sam Comer og Grace Gregory - Kærlighedens glæder – Max Ophuls | - En verdensomsejling under havet – John Meehan, Emile Kuri - A Star Is Born – Malcolm Bert, Gene Allen, Irene Sharaff og George James Hopkins - Brigadoon – Cedric Gibbons, Preston Ames, Edwin B. Willis og Keogh Gleason - Desirée – Lyle Wheeler, Leland Fuller, Walter M. Scott og Paul S. Fox - De røde strømpebånd – Hal Pereira, Roland Anderson, Sam Comer og Ray Moyer |
| Bedste Fotografering, Sort og Hvid præsenteret af Humphrey Bogart | Bedste Fotografering, Farver præsenteret af Katy Jurado |
| - I storbyens havn – Boris Kaufman - Chefen er død – George Folsey - I gangsternes sold – John Seitz - Sabrina – Charles Lang, Jr. - The Country Girl – John F. Warren | - Kærlighedsfontænen – Milton Krasner - Skjulte øjne – Robert Burks - Syv brude til syv brødre – George Folsey - Sinuhe, ægypteren – Leon Shamroy - Sølvbægeret – William V. Skall |
| Bedste Kostumer, Sort og Hvid præsenteret af Nina Foch og Jane Wyman | Bedste Kostumer, Farver præsenteret af Nina Foch og Jane Wyman |
| - Sabrina – Edith Head - Chefen er død – Helen Rose - Ikke helt almindelig – Jean Louis - Madame's juveler – Georges Annenkov and Rosine Delamare - Med natekspres Rom-Paris – Christian Dior | - Jigokumon – Sanzo Wada - A Star Is Born – Jean Louis, Mary Ann Nyberg og Irene Sharaff - Brigadoon – Irene Sharaff - Desirée – Charles LeMaire og Rene Hubert - There's No Business Like Show Business – Charles LeMaire, Travilla og Miles White |
| Bedste Klipning præsenteret af Dorothy Dandridge | Bedste Visuelle Effekter præsenteret af Lee J. Cobb |
| - I storbyens havn – Gene Milford - En verdensomsejling under havet – Elmo Williams - Syv brude til syv brødre – Ralph E. Winters - Mytteriet på Caine – William A. Lyon og Henry Batista - Ingen vej tilbage – Ralph Dawson | - En verdensomsejling under havet - Atomforsker forsvundet - Politiet og uhyret |

### Ærespriser
præsenteret af Charles Brackett
- Bausch and Lomb Optical
- Kemp R. Niver
- Greta Garbo
- Danny Kaye
- Jon Whiteley

### Ungdomspris
præsenteret af Merle Oberon
- Vincent Winter

### Bedste Udenlandske Film
præsenteret af Jean Marie Ingels
- Jigokumon (Japan)